# Anta Sambou
Pour les articles homonymes, voir Sambou.
Anta Sambou, née le 24 janvier 1994 à Mlomp Djicomol, est une lutteuse sénégalaise.

## Carrière
Anta Sambou remporte la médaille de bronze en moins de 67 kg aux Championnats d'Afrique 2011 à Dakar puis la médaille d'argent dans la même catégorie aux Championnats d'Afrique 2013 à N'Djaména, année où elle est aussi sacrée championne d'Afrique junior, puis obtient la médaille d'argent en moins de 60 kg aux Championnats d'Afrique 2014 à Tunis. 
En 2015, elle est médaillée de bronze en moins de 63 kg aux Championnats d'Afrique à Alexandrie et aux Jeux africains à Brazzaville. En 2017, elle est médaillée de bronze en moins de 69 kg aux Championnats d'Afrique à Marrakech et médaillée d'or aux Jeux de la Francophonie à Abidjan. Elle est médaillée d'argent en moins de 68 kg aux Championnats d'Afrique 2018 à Port Harcourt. 
Elle est médaillée de bronze dans la catégorie des moins de 76 kg aux Championnats d'Afrique de lutte 2023 à Hammamet.
Elle est médaillée de bronze dans la catégorie des plus de 70 kg aux Jeux africains de plage de 2023 à Hammamet.

## Palmarès
| Année | Compétition             | Lieu          | Résultat | Catégorie |
| ----- | ----------------------- | ------------- | -------- | --------- |
| 2011  | Championnats d'Afrique  | Dakar         | 3e       | - 67 kg   |
| 2013  | Championnats d'Afrique  | N'Djaména     | 2e       | - 67 kg   |
| 2013  | Championnats du monde   | Budapest      | 11e      | - 63 kg   |
| 2014  | Championnats d'Afrique  | Tunis         | 2e       | - 60 kg   |
| 2014  | Championnats du monde   | Tachkent      | 12e      | - 60 kg   |
| 2015  | Championnats d'Afrique  | Alexandrie    | 3e       | - 63 kg   |
| 2015  | Jeux africains          | Brazzaville   | 3e       | - 63 kg   |
| 2016  | Championnats d'Afrique  | Alexandrie    | 6e       | - 63 kg   |
| 2017  | Championnats d'Afrique  | Marrakech     | 3e       | - 69 kg   |
| 2017  | Jeux de la Francophonie | Abidjan       | 1re      | - 69 kg   |
| 2018  | Championnats d'Afrique  | Port Harcourt | 2e       | - 68 kg   |
| 2018  | Championnats du monde   | Budapest      | 24e      | - 68 kg   |
| 2019  | Championnats d'Afrique  | Hammamet      | 2e       | - 68 kg   |
| 2019  | Jeux africains          | Rabat         | 2e       | - 68 kg   |
| 2020  | Championnats d'Afrique  | Alger         | 2e       | - 68 kg   |
| 2022  | Championnats d'Afrique  | El Jadida     | 1re      | - 72 kg   |
| 2023  | Championnats d'Afrique  | El Jadida     | 3e       | - 76 kg   |
| 2023  | Jeux africains de plage | Hammamet      | 3e       | + 70 kg   |